# Christian Baile
Pour les articles homonymes, voir Baile.
Christian Baile est un joueur français de rugby à XIII né le 22 novembre 1955 à Carcassonne et mort le 8 octobre 2011 à Toulouse.

## Biographie
Joueur de rugby à XIII évoluant à l'ASC XIII, il fut également passionné de tauromachie, victime d'un grave accident lors d'une corrida à Carcassonne en 2009 alors qu'il officiait en qualité d'Alguazi,,,,.
Il est le père du joueur des Dragons Catalans, Jean-Philippe Baile.
Il repose au cimetière de la Cité de Carcassonne.

### Équipe de France
- International (4 sélections) 1977, 1978, 1980, opposé à:
  - Nlle Guinée Papouasie 1977
  - Angleterre 1978, 1980
  - Pays de Galles  1980